# Vincenzo Catena

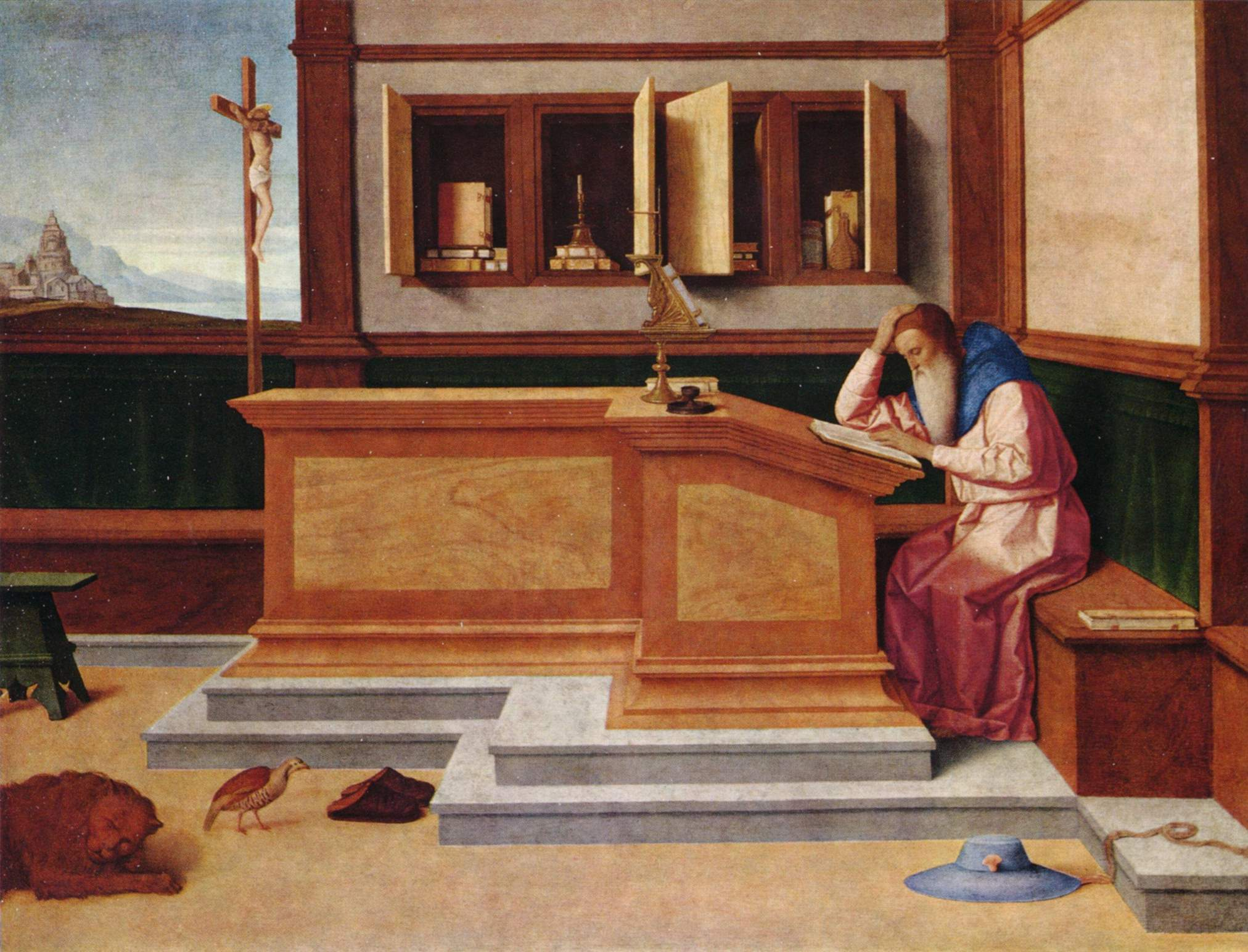
Hl. Hieronymus im Gehäuse

Vincenzo Catena (* um 1470/80 wahrscheinlich in Venedig; † zwischen dem 10. und 29. September 1531 ebenda; auch Vincenzo di Biagio) war ein italienischer Maler.

## Leben
Catena war der Sohn des vermutlich aus Istrien stammenden Biagio Catena. Über seine künstlerischen Anfänge ist nichts bekannt, doch zeigen die frühesten Bilder eine deutliche Nähe zu Antonello da Messina, Cima da Conegliano und Benedetto Diana. Seinen eigenen Stil fand er durch seine Auseinandersetzung mit den Werken von Giovanni Bellini und vor allem Giorgione.
Catena muss schnell zu großem Ansehen gelangt sein, denn schon früh wurde er vom Dogen Leonardo Loredan zu Aufträgen herangezogen. Innerhalb kürzester Zeit wurde er zu einem vielbeschäftigten und vermögenden Mann. Dies ist umso erstaunlicher, als seine Werke im Gegensatz zu jenen seiner Zeitgenossen Giorgione, Tizian, Palma il Vecchio und anderer merkwürdig rückständig blieben und nicht annähernd deren Niveau erreichten. Bereits gegen 1520 listet Marcantonio Michiel, mit dem er anscheinend befreundet war, zahlreiche Werke seiner Hand auf, die sich in verschiedenen Privatsammlungen in Venedig befanden. Neben Madonnen- und Altarbildern war Catena vor allem als Porträtmaler geschätzt. Dies brachte ihm gute Kontakte zu Gelehrten und vor allem dem venezianischen Adel ein. Im Jahre 1528 war er Trauzeuge bei der Hochzeit der Schwester von Sebastiano del Piombo. Am 10. September 1531 änderte er letztmals sein Testament, am 29. September des gleichen Jahres war er verstorben.

## Werke
- Baltimore, Walters Art Museum
  - Maria mit dem Kinde und vier Heiligen
  - Der Hl. Hieronymus in der Landschaft
- Bassano del Grappa, Museo Civico
  - Bildnis des Arztes Giovanni Novello
- Bergamo, Accademia Carrara
  - Christus in Emmaus
  - Bildnis eines Jünglings mit Schwert
- Berlin, Gemäldegalerie
  - Bildnis einer jungen Frau als Maria Magdalena, um 1511/12
  - Maria mit dem Kinde, vier Heiligen und dem Stifter, um 1512
  - Der segnende Christus
  - Maria mit dem Kinde
- ehemals Berlin, Kaiser-Friedrich-Museum
  - Bildnis eines Mannes (Raimund Fugger ?), (vermutlich 1945 zerstört)
- Boston, Isabella Stewart Gardener Museum
  - Die Schlüsselübergabe an Petrus
  - Jesus trägt das Kreuz (zugeschrieben)
- Brescia, Pinacoteca Civica Tosio Martinengo
  - Salvator Mundi
- Budapest, Szépmüvészeti Múzeum
  - Hl. Familie mit einer Heiligen um 1501 – 1504
  - Maria mit dem Kinde, dem heiligen Franziskus von Assisi, einer Heiligen und einem Stifter. um 1508 – 1510
  - Kopf einer Heiligen
- Carpi, Museo Civico
  - Die Verkündigung
- Chicago, Art Institute
  - Maria mit dem Kinde und einer Heiligen
- Columbia, Museum of Art
  - Christus und die Samariterin
- Coral Gables, Lowe Art Museum
  - Bildnis des Giambattista Memmo
- Dresden, Gemäldegalerie Alte Meister
  - Maria mit dem Kinde zwischen den heiligen Petrus und Helena, um 1505 – 1510
  - Hl. Familie mit der Hl. Anna
- Dublin, National Gallery of Ireland
  - Doppelbildnis
- Dubrovnik, Kathedrale
  - Die heilige Katharina von Alexandria
- El Paso, Museum of Art
  - Bildnis einer Frau, um 1520
- Florenz, Galleria degli Uffizi
  - Das Gastmahl in Emmaus
- Frankfurt/M., Städelsches Kunstinstitut
  - Der heilige Hieronymus in seinem Studierzimmer
  - Maria mit dem Kinde und Heiligen
- Glasgow, Kelvingrove Art Gallery and Museum
  - Maria mit dem Kinde und den Heiligen Agathe und Magdalena
- Göttingen, Coll. Naubert (1962)
  - Bildnis eines bärtigen Mannes
- Greenville, Bob Jones University
  - Die Heilige Familie mit dem Johannesknaben, um 1518
- Houston, Museum of Fine Arts
  - Die Heilige Familie mit Johannes dem Täufer
- Isola Bella, Collezione Borromeo
  - Bildnis eines Mannes als Märtyrer
- Kassel, Gemäldegalerie
  - Bildnis eines venezianischen Senators (Bernardo Morosini)
- Krakau, Muzeum Czartoryskich
  - Maria mit dem Kinde
- Liverpool, Walker Art Gallery
  - Maria mit dem Kinde, drei Heiligen und Stifter
- London, National Gallery
  - Maria mit dem Kinde und dem Johannesknaben, um 1506 – 1515
  - Der heilige Hieronymus in seinem Studienzimmer, um 1510
  - Bildnis eines jungen Mannes, um 1510
  - Die Heilige Familie mit dem Soldaten, um 1520 – 1525
  - Bildnis des Dogen Andrea Gritti, um 1523 – 1531
- London, Trafalgar Galleries
  - Maria mit dem Kinde und dem Hl. Johannes
- Madrid, Museo del Prado
  - Die Schlüsselübergabe an Petrus
- Mailand, Pinacoteca di Brera
  - Noli me tangere
- Messina, Museo Regionale
  - Maria mit dem Kinde und einem Krieger
- Modena, Galleria e Museo Estense
  - Maria mit dem Kinde, Heiligen und Stiftern
- Moskau, Puschkin-Museum
  - Die Beschneidung Christi
- New York, Metropolitan Museum of Art
  - Bildnis eines venezianischen Senators
  - Die Anbetung der Hirten
- New York, City Art Gallery
  - Maria mit dem Kinde (zugeschrieben)
- Ottawa, National Gallery of Canada
  - Die Ruhe auf der Flucht nach Ägypten, um 1525
- Oxford, Ashmolean Museum
  - Maria mit dem Kinde
- Paris, Musée National du Louvre
  - Bildnis des Giovanni Giorgio Trissino
- Pasadena, Norton Simon Museum
  - Maria mit dem Kinde und den Heiligen Petrus und Katharina von Alexandria
  - Ruhe auf der Flucht nach Ägypten
- Pittsburgh, Carnegie Museum of Art
  - Bildnis einer jungen Frau
- Posen, Muzeum Narodowe
  - Maria mit dem Kinde und Heiligen
- Prag, Narodni Galerie
  - Maria mit dem Kinde und den Heiligen Zacharias, Elisabeth und dem Johannesknaben
- Rochester, NY, Memorial Art Gallery
  - Bildnis eines jungen Mannes
- Urbino, Galleria Nazionale delle Marche
  - Maria mit dem Kinde und Heiligen
- San Diego, Fine Art Gallery
  - Die Heilige Familie mit der heiligen Anna, um 1520
- St. Petersburg, Eremitage
  - Maria mit dem Kinde und den heiligen Petrus und Johannes
- Stuttgart, Staatsgalerie
  - Maria mit dem Kinde und einer Heiligen
- Venedig, Gallerie dell’Accademia
  - Maria mit dem Kinde und den Heiligen Johannes der Täufer und Hieronymus
  - Die Heiligen Ludwig von Tolouse, Franziskus und Bonaventura
  - Der heilige Hieronymus
- Venedig, Galleria Franchetti alla Ca' d'Oro
  - Maria mit dem Kinde und Stifter
- Venedig, Museo Correr
  - Maria mit dem Kinde, den Heiligen Johannes, Marcus und dem Dogen Loredan
  - Bildnis des Dogen Leonardo Loredan
- Venedig, Palazzo Giovanelli
  - Maria mit dem Kinde und den Heiligen Johannes der Täufer und Petrus (zugeschrieben)
- Venedig, Fondazione Querini-Stampalia
  - Judith
- Venedig, Santa Maria Mater Domini
  - Das Martyrium der Heiligen Christina
- Vicenza, Santa Corona
  - Taufe Christi
- Wien, Kunsthistorisches Museum
  - Bildnis eines Mannes mit Buch, um 1520
- Wien, Palais Liechtenstein
  - Christus, sein Kreuz tragend
- Würzburg, Martin-von-Wagner-Museum
  - Ruhe auf der Flucht
- Zagreb, Strossmayerova Galerija Starih Majstora
  - Maria mit dem Kind, den Heiligen Johannes der Täufer, Petrus und zwei weiblichen Heiligen

- Verbleib unbekannt
  - Bildnis eines Mannes (am 11. März 1944 bei Sotheby’s in New York versteigert)
  - Maria mit dem Kinde, den Heiligen Johannes der Täufer, Katharina und zwei Stiftern (ehemals London, Coll. Mond; Venedig, Collezione Pospisil; am 23. Mai 1951 bei Sotheby’s in London versteigert)
  - Maria mit dem Kinde (Milano, Coll. Canessa (1957))
  - Bildnis eines jungen Mannes (Ehemals New York, Coll. Seligman)
  - Maria mit dem Kinde und zwei Heiligen (zugeschrieben – am 8. Dezember 1991 bei Sotheby’s in Rom versteigert)
  - Maria mit dem Kinde und musizierenden Engeln (am 19. Mai 1995 bei Sotheby’s in New York versteigert)
  - Bildnis eines Mannes (Fernández de Cordoba ?) (zugeschrieben – am 2. April 1996 bei Sotheby’s in New York versteigert)
  - Maria mit dem Kinde und den Heiligen Magdalena und Georg (am 7. Juli 2006 bei Christie’s in London versteigert)
  - Bildnis einer Dame (zugeschrieben – am 9. Dezember 2009 bei Christie’s in London versteigert)
  - Bildnis eines bärtigen Mannes mit Barett (Selbstbildnis?) (zugeschrieben – am 13. April 2011 im Dorotheum in Wien versteigert)
  - Maria mit dem Kinde und einer Heiligen (am 5. Juli 2011 bei Christie’s in London versteigert)
  - Maria mit dem Kinde und einer Heiligen (am 4. Juni 2013 bei Christie’s in New York versteigert)